# Heterogryllus
Heterogryllus is een geslacht van rechtvleugeligen uit de familie krekels (Gryllidae). De wetenschappelijke naam van dit geslacht is voor het eerst geldig gepubliceerd in 1874 door Saussure.

## Soorten
Het geslacht Heterogryllus  is monotypisch en omvat slechts de volgende soort:
- Heterogryllus ocellaris (Saussure, 1874)